# Raul Nicolau Gonçalves
Raul Nicolau Gonsalves (sinh ngày 15 tháng 6 năm 1927 - mất ngày 1 tháng 7 năm 2022) là một giám mục Ấn Độ, Công giáo Goan đầu tiên trở thành Tổng giám mục Goa và Thượng phụ Đông Ấn. là một Thượng phụ của Giáo hội Công giáo Rôma. Ông nguyên là Thượng phụ Tòa Thượng Phụ East Indies và Tổng giám mục chính tòa Tổng giáo phận Goa e Damão trong hơn 25 năm, từ năm 1976 đến năm 2004.

## Tiểu sử
Thượng phụ Raul Nicolau Gonsalves sinh ngày 15 tháng 6 năm 1927 tại Bambolim, thuộc Ấn Độ. Sau quá trình tu học kéo dài theo quy định của Giáo luật Công giáo, ngày 21 tháng 12 năm 1950, Phó tế Gonalves tiến đến việc được truyền chức linh mục. Vị lân linh mục 23 tuổi trở thành thành viên của linh mục đoàn Tổng giáo phận Goa e Damão.
Với hơn mười lăm năm kinh nghiệm về mục vụ trong sứ vụ linh mục, ngày 5 tháng 1 năm 1967, thông tin loan từ Tòa Thánh cho biết Giáo hoàng đã quyết định chọn linh mục Gonalves, 39 tuổi, làm Giám mục cụ thể là Giám mục Phụ tá Tổng giáo phận Goa e Damão với tước danh Giám mục Hiệu tòa Rapidum. Các nghi lễ truyền chức cho vị giám mục tân chử được tổ chức và cử hành sau đó vào ngày 5 tháng 3 cùng năm, với sự tham dự và chủ sự phần nghi thức do ba giáo sĩ khác đảm nhận. Chủ phong cho vị tân chức là Tổng giám mục James Robert Knox, Sứ thần Tòa Thánh tại Ấn Độ. Hai giáo sĩ khác, với vai trò phụ phong, gồm có Giám mục Francisco Xavier da Piedade Rebello, Giám quản Tông Tòa Goa e Damão và Giám mục Andrew Alexis D’Souza, giám mục chính tòa Giáo phận Poona.
Từ năm 1972 Gonsalves làm Giám quản Tông Tòa cho Tổng giáo phận Goa e Damão, cho đến ngày 30 tháng 1 năm 1978, tin tức từ Tòa Thánh cho hay, Gióa hoàng đã quyết định thăng Giám mục Gonsalves lên làm Tổng giám mục chính tòa của Goa e Damão và Thượng phụ của Tòa Thượng phụ East Indies, thuộc Ấn Độ. Vị Tân Thượng phụ năm ấy mới hơn 50 tuổi.
Với hai mươi sáu năm phục vụ trong vai trò Tổng giám mục Goa e Damão và Thượng phụ Tòa Thượng phụ East Indies, Giáo hoàng đã chấp thuận đơn xin hồi hưu của Thượng phụ Raul Nicolau Gonsalves vì lí do tuổi tác, theo Giáo luật vào ngày 16 tháng 1 năm 2004. Tuy hồi hưu đã lâu, nhưng trong chuyến viếng thăm Tòa Thánh Ad Limina tổ chức vào tháng 9 năm 2011, ông cũng có mặt trong đoàn các giám mục Ấn Độ đến gặp giáo hoàng.
Sau khi nghỉ hưu, Đức Tổng Giám mục Emeritus giữ thái độ khiêm tốn, tự giam mình vào các công việc mục vụ. Ông mất vào ngày 1 tháng 7 năm 2022 lúc 08:54 sáng tại Bệnh viện JMJ ở Goa, nơi ông đã lâm bệnh trong 10 ngày qua. Ông đã kỷ niệm Lễ mừng thượng thọ lần thứ 95 tuổi của mình vào ngày 15 tháng 6 năm 2022 và đã chăn dắt Tổng Giáo phận Goa và Daman trong 37 năm dài với tư cách là Tổng Giám mục và Thượng phụ của Đông Ấn.